# Kwarc dymny
Kwarc dymny – minerał, odmiana kwarcu. Nazwa pochodzi od dymnej barwy. Tworzy dobrze wykształcone kryształy o zabarwieniu od bladobeżowego przez barwę brązową do ciemnobrunatnej lub prawie czarnej.
Ciemna barwa jest wynikiem oddziaływania na kwarc naturalnego promieniowania radioaktywnego. Podobny efekt można uzyskać sztucznie poprzez umieszczenie kryształu górskiego w pobliżu źródła promieniowania radioaktywnego (najczęściej pod wodą).

## Wygląd i właściwości
Przezroczysty, półprzezroczysty lub nieprzezroczysty. Najczęściej tworzy szczotki i duże kryształy o zabarwieniu od brązowego, do czarnego. Jest minerałem twardym. Jego gęstość wynosi 2,65g/cm³.

## Występowanie i zastosowanie
Jest minerałem rzadkim, cenionym. Największe kryształy znajdowane są w Brazylii, ale również z USA. Spotykany jest również w południowej Afryce, na Madagaskarze, Sri Lance, Indiach, Australii, wschodniej Azji, Ukrainy, Hiszpanii, Wielkiej Brytanii, Szwajcarii, Austrii, Francji, Niemiec, Czech i Polski. W Polsce ładne minerały są znajdowane w masywie granitowym Strzegom-Sobótka, Paszowicach, Grabinie, Strzeblowie, Gniewkowie, Borowie, Zimniku i Siedlimowicach. Znajdowane są również w Karkonoszach. Bardzo ceniony i poszukiwany, ładne okazy spotykane są w okolicach St. Gothard w Szwajcarii. Tam ich masa może wynosić 150 kg, ale w Brazylii znajdowane były również o wadze do 300 kg, Auburn w Maine, USA znaleziony został okaz o długości 117,5 cm x 42,5 cm i miał wagę 230 kg. W Polsce największe sięgały do 100 cm długości i 40 cm szerokości, częściej jednak miały 60 cm, natomiast ich waga dochodziła do 60 kg. Najczęściej nadawany jest mu szlif fasetkowy, rzadziej kaboszonowy i kulisty. Często jest jednak sprzedawany jako zwyczajne szkło i nazywany kwarcem dymnym. Łatwo jednak rozpoznać, czy jest prawdziwy, gdyż nie da się zarysować go metalem, poza tym na kamieniach syntetycznych czasem widać resztki kleju i sztucznie wyglądające końcówki kryształów.